# Juan II de Salerno
Juan II de Salerno, apodado Maledictus (el Maldito, ?-septiembre del 999) fue príncipe de Salerno del 983 al 999.

## Carrera
Juan II de Salerno o Juan II de Lambert (en el sentido de «descendiente de Lambert»), fue un noble de Spoleto nombrado conde palatino en el 978 por Pandulfo I de Benevento con el fin de que ayudase en el gobierno a su hijo Pandolfo II de Salerno.
En 981, después de la muerte de Pandulfo Cabeza de Hierro, Pandulfo hijo fue expulsado de Salerno por el duque Manso de Amalfi, a quien el emperador Otón II reconoció como señor del principado y que inmediatamente asoció a su hijo Juan (Juan I) al trono.
El primer arzobispo de Salerno fue un tal Amatus, que obtuvo en 989 una bula papal de Juan XV en este sentido. Sin embargo, este se limitó a confirmar las concesiones que ya habían hecho sus predecesores Juan XIV y Benedicto VII; fue a este último a quien Amatus debió su nombramiento como arzobispo, cuando Otón II regresó a Roma en marzo o abril del 983 tras la desastrosa campaña de Calabria, en la que los sarracenos lo habían vencido (batalla de Stilo, 982). Al morir Amatus, Juan XV confirmó sus privilegios a su sucesor, Grimoaldo.

## Príncipe de Salerno
En agosto del 983, cuando Otón II se aprestaba a regresar a Apulia por los Abruzos, los salernitanos expulsaron a Manso. Pandulfo había muerto el año anterior, por lo que los alzados proclamaron príncipe a su tutor Juan (II) de Lambert, que asoció al poder ese mismo año a su hijo mayor Guido (fallecido en abril de 988) y luego al menor, Guaimario, quien lo sucedió a su muerte en el 999.